# Rebelión Zanj

Centros invadidos y/o ocupados por los zanjes

Con el nombre de Rebelión Zanj se designa una serie de pequeñas revueltas de esclavos contra los árabes que finalmente culminaron en una gran revuelta generalizada, dirigida por Alí ibn Mohammed.
La Rebelión Zanj tuvo lugar cerca de la ciudad de Basora, situada al sur del actual Irak, que tuvo lugar durante un período aproximado de quince años (869 - 883 d. C.). Las revueltas iniciales culminaron en la rebelión de más de 500.000 esclavos que habían sido importados por el califato musulmán y que costó decenas de miles de vidas en el bajo Iraq. Se dice que la revuelta fue liderada por Alí ibn Mohammed, que afirmaba ser descendiente del Califa Alí ibn Abu Talib. Varios historiadores árabes como Al-Tabari y Al-Masudi consideran que esta rebelión fue uno de los más feroces y brutales alzamientos entre los muchos tumultos que afectaron al gobierno central de la dinastía Abbasida de Bagdad.
La Rebelión Zanj ayudó a Ahmed ibn Tulun a crear un estado independiente en Egipto. Solo tras sofocar la revuelta los califas Abbasidas fueron capaces de dirigir su atención hacia Egipto y acabar con la dinastía de Tulun mediante una sangrienta represión.

## Trasfondo
A medida que la agricultura y la economía de plantaciones se extendía en el mundo árabe, los propietarios se enriquecieron y los trabajos manuales perdieron prestigio. La escasez de mano de obra llevó a un incremento del mercado de esclavos.
Gran número de esclavos fueron importados desde África Oriental; la mejor evidencia es la magnitud de la Rebelión Zanj en Irak en el siglo IX, aunque no todos los esclavos que participaron eran Zanj (negros). Existen pocas evidencias sobre la zona de África de la que procedían los Zanj, porque se trata de un término evidentemente utilizado en sentido genérico, para designar una zona concreta de África, desde los 3° de latitud N a los 5° de latitud S.
Los Zanj fueron utilizados para cuidar de las plantaciones del delta formado por los ríos Tigris y Éufrates, que se había convertido en un pantano abandonado debido a la migración de los campesinos libres y las repetidas inundaciones de las tierras de cultivo. Los grandes terratenientes árabes recibieron grandes extensiones de terreno en el delta a cambio de hacerlas cultivables. La caña de azúcar fue el principal de los cultivos de la zona, particularmente en la provincia de Khūzestān.
Aparte de la agricultura, los Zanj también eran empleados en las minas de sal de Mesopotamia, especialmente en los alrededores de Basora. Su trabajo consistía en despejar el suelo nitroso para hacer la tierra cultivable. Las duras condiciones de trabajo eran extremadamente miserables y la esperanza de vida de los esclavos era muy breve.
Durante la época de la Rebelión Zanj el califato Abbasida se encontraba en un período de debilidad económica, tanto interna como externamente. El coste económico que suponía el ascenso al poder de cada nuevo califa contribuyó a fomentar la Rebelión Zanj, que comenzó en torno al año 868, y que se mantuvo en los años siguientes. El ascenso del Islam chií también se estaba produciendo en esta época, de modo que el gobierno suní de los Abbasidas se encontraba obligado a luchar en dos frentes.
Algunos historiadores creen que la Rebelión Zanj no fue necesariamente una revuelta de esclavos. M. A. Shaban afirma:
Todo lo que se dice sobre una revuelta de esclavos en condiciones miserables de trabajo en los pantanos salinos de Basora es una licencia de la imaginación y no se sostiene en las fuentes. Todo lo contrario, algunas de las personas que trabajaban en los pantanos de sal se encontraban entre los primeros que combatieron la revuelta. Por supuesto, hubo esclavos que se unieron a los rebeldes, pero eso no la convierte en una revuelta de esclavos. La gran mayoría de los rebeldes eran árabes del Golfo Pérsico, apoyados por los africanos que vivían en la zona.

## La rebelión
La rebelión fue iniciada por un descendiente de esclavos llamado Alí ibn Mohammed. Había nacido y crecido en Samarra y no se sabe mucho más sobre su vida anterior a la rebelión. Finalmente se trasladó a Bagdad, donde se mezcló con algunos de los influyentes esclavos del califa Al-Muntasir (861-862). En este entorno Alí aprendió el funcionamiento del califato y las diferencias económicas entre los ciudadanos musulmanes. Alí se trasladó a Baréin, donde pretendió haberse convertido al chiismo y comenzó a fomentar la rebelión contra el califato Abbasida. Los seguidores de Alí en la ciudad se hicieron tan numerosos que se recaudaban impuestos en su nombre. La primera rebelión fracasó finalmente y Alí huyó a Basora en el año 868. Ese mismo año uno de los líderes de la rebelión Zanj afirmó ser la reencarnación del anterior rebelde Yahya ibn Omar.
En Basora, Alí ibn Mohammed comenzó a predicar en la mezquita, hablando contra los califas y en favor del pueblo. Su contacto inicial con los esclavos de Basora parece haber sido motivado por el estallido de hostilidades entre dos regimientos turcos, el Bilaliyah y el Sa'diyah, que contribuyeron a debilitar el régimen político de Basora. Tratando de aprovechar la anarquía resultante, Alí intentó aliarse con uno de estos grupos. El historiador Tabari describe el Bilaliya y el Sa'diyah como dos gremios o barrios rivales de la ciudad de Basora.
Alí finalmente acudió a los esclavos negros que trabajaban en los pantanos de Basora y se interesó por sus condiciones de trabajo y su alimentación. Les dijo a los Zanj y a los demás esclavos que Dios lo había enviado para liberarlos de sus ataduras.

El origen racial tenía gran importancia en la época para establecerse en la sociedad árabe. Al principio se decía que el abuelo paterno de Alí ibn Mohammed había sido miembro del linaje de los Abd al-Qays y su abuela materna una esclava sindhi. Su madre, una mujer libre, era miembro del linaje Asad ibn Khuzaimah...otros dijeron que procedía de Persia o Arabia..
 Alí tomó el título de Sahib al-Zanj ("Amigo de los Zanj") y declaró su rebelión en Basora durante el reinado de Al-Muhtadi. Afirmó descender de Alí ibn Abi Talib, pero la mayoría de la gente sabía que era una falsedad y lo rechazaron.
 El linaje de Alí no fue aceptado, así que comenzó a predicar una doctrina extremadamente igualitaria similar a la de los jariyitas que predicaban que el hombre más cualificado era el que debía reinar, aunque fuera un esclavo.
El discurso de Alí inb Mohammed parece haber tenido influencia jariyita. Comenzaba sus sermones del viernes con las palabras Dios es grande, Dios es grande, no hay ningún Dios excepto Dios y Dios es grande; no existe justicia excepto la justicia de Dios. Este grito de guerra era utilizado por los jariyitas, y muchos se unieron a los seguidores de Alí durante la batalla de Siffin.
Muchos marginados de la sociedad árabe se unieron a la causa de Alí, entre ellos se encontraban esclavos y semilibres, clientes de familias prestigiosas, pequeños artesanos, trabajadores humildes, algunos campesinos y beduinos que vivían alrededor de Basora. Las hostilidades comenzaron en Basora y sus alrededores en la zona conocida anteriormente como Dajlah al-Awra, pero finalmente se extendió a toda la zona entre Shatt al-Arab y Waset. Gran parte de esta zona estaba llena de pantanos. Como los revolucionarios tenían más movilidad que el ejército del califato, fue fácil para ellos emprender una guerra de guerrillas contra sus opresores.
Tan pronto como se levantaron en armas contra sus explotadores comenzaron a realizar incursiones nocturnas contra el territorio enemigo, apoderándose de armas, caballos, comida y liberando esclavos, y reduciendo lo demás a cenizas para evitar represalias.
Con el paso del tiempo los Zanj incluso comenzaron a construir fuertes, aislados mediante canales de agua y utilizaron el terreno contra sus enemigos, rompiendo diques o canales. Incluso disponían de una embarcación para enfrentarse a los barcos del califa.
Sin embargo, su objetivo era dominar toda la zona de Basora y finalmente lo consiguieron mediante un estrecho bloqueo que evitó que llegaran provisiones a los habitantes asediados, y aprovecharon las diferencias religiosas y étnicas entre la población. Finalmente los rebeldes consiguieron conquistar Basora en el año 871 y devastaron y quemaron completamente la ciudad. El historiador Mas'udi proporciona detalles más terribles:
La mayoría de la gente se escondía en sus casas y pozos y sólo salía de noche buscando perros para matar y comer, así como ratones...incluso llegaron a comerse a sus muertos y el que era capaz mataba a su compañero y también se lo comía.
Los soldados de Alí actuaron con tanta crueldad que subastaron públicamente a las mujeres árabes y las trataron como esclavas.
Finalmente el califato se vio obligado a desplegar una gran fuerza militar dirigida por el visir Al-Muwaffaq. Tras varios enfrentamientos, varios líderes rebeldes fueron capturados y ejecutados. Por ejemplo, Yahya de Baréin fue capturado y enviado a Samarra, donde fue azotado cien veces mientras el califa Al-Mu'tamid miraba. Sus brazos y piernas fueron amputados y fue despellejado con espadas. Finalmente le cortaron la garganta y lo quemaron. Pero las represalias no amedrentaron a los Zanj, que siguieron atacando ciudades y aldeas. Cuando el califato se preocupó por el movimiento secesionista de los Saffaríes en Persia, los Zanj extendieron su control hacia el norte con ayuda de los beduinos de la zona.
Fue posiblemente en este momento cuando los Zanj construyeron su capital, a la que llamaron Moktara (La Ciudad Elegida).

## Final de la rebelión y consecuencias
Hacia el final de la revolución la mayoría de los esclavos rebeldes comenzaron a comportarse como los amos que tanto despreciaban y la comunidad igualitaria comenzó a romperse. 
En el año 879, tras acabar con la rebelión en Persia, el visir Al-Muwaffaq regresó a Mesopotamia y continuó atacando a los rebeldes. En el año 881 los zanj fueron rodeados por el ejército Abbasida. Con la captura y ejecución de Alí ibn Mohammed tras la caída de Moktara la revuelta finalizó.
Al final la mayoría de los Zanj se rindieron a Al-Muwaffaq, pero no todos. Más de 1000 murieron en el desierto, de hambre y sed, tratando de huir del territorio iraquí. Otros continuaron luchando en el sur de Irak tras la muerte de su líder, robando, saqueando y asesinando hasta que se rindieron o murieron, negándose a volver a ser esclavos.
A largo plazo, la actitud musulmana en la zona de Basora cambió con respecto a la esclavitud. El trabajo fue suavizado y finalmente los esclavos fueron sustituidos por campesinos y siervos, y algunos esclavos fueron liberados tras trabajar durante años para sus amos.

## Revisionismo
Ghada Hashem Talhami, una historiadora de la rebelión Zanj, afirma que su nombre es incorrecto. De hecho, afirma que la mayoría de los participantes no eran Zanj, y quienes comenzaron la revuelta fueron militares. Solo después de un tiempo los esclavos se unieron a la rebelión. Talhami cita varias obras para apoyar su punto de vista y afirma que la rebelión fue realmente un levantamiento social de las clases humildes de la zona de Basora, entre las que se encontraban grupos muy diversos, no solo esclavos. De hecho afirma que el grupo más importante de la rebelión no fueron los esclavos Zanj, sino los beduinos, cuyo apoyo fue imprescindible para el éxito de la rebelión.